# بروس مارتن
بروس مارتن (25 أبريل 1980 في نيوزيلندا - ) (بالإنجليزية: Bruce Martin)‏ هو لاعب كريكت نيوزلندي. شارك مع منتخب نيوزيلندا الوطني للكريكت. أما مع النوادي، فقد لعب مع Northern Districts men's cricket team ‏ وفريق أوكلاند للكريكت ‏.

## وصلات خارجية
- بروس مارتن على موقع إي آس بي آن كريك إنفو (الإنجليزية)